# Paul Temple und die Marquis-Morde
Paul Temple und die Marquis-Morde (engl. Paul Temple Intervenes) ist ein Kriminalroman des britischen Schriftstellers Francis Durbridge aus dem Jahr 1944. Es handelt sich dabei um den vierten Roman des Autors und gleichzeitig um den vierten mit seiner Ermittlerfigur Paul Temple. Der Roman erschien 2023 erstmals auf Deutsch. Die deutsche Übersetzung besorgte Georg Pagitz.

## Kurzinhalt
In London geht Angst und Schrecken um: Ein halbes Dutzend Leute wurde bereits vom gefährlichen Marquis ermordet und kein Ende ist in Sicht. Der Mann ist ein Erpresser und schaltet jeden aus, der reden will oder unangenehm wird. Paul Temple weilt in den USA, als ihn ein Telegramm des Innenministeriums ereilt. Darin wird er um Mithilfe in dem Fall gebeten. Noch ehe er abreist, erhält er eine Nachricht des geheimnisvollen Unbekannten, der ihm mitteilt, dass er in London auf ihn warte. Zurück in der britischen Hauptstadt gibt es bald eine weitere Leiche. Temple schaltet sich in den Fall ein und ermittelt gemeinsam mit Sir Graham und zwei seiner Inspektoren. Alle Spuren führen zu einem kauzigen Ägyptologen. Außer ihm gibt es aber noch andere Verdächtige. Nach umfangreichen Ermittlungen kann Temple alle am Fall beteiligten Personen auf einer Cocktailparty versammeln und unter ihnen den Marquis entlarven.

## Handlung
Paul Temple und seine Frau Steve verweilen in New York. Temple soll dort einige Vorträge halten, da ereilt ihn ein wichtiges Telegram mit der Bitte, nach London zurückzukehren. In der Themsestadt sorgt ein skrupelloser Mörder für Angst und Schrecken, der sich „Der Marquis“ nennt. Bereits sieben Leute hat er um die Ecke gebracht. Der Marquis ist ein gemeiner Erpresser und der Anführer einer kriminellen Organisation. Wer reden wird, stirbt. Da kein Ende der Mordserie in Sicht ist, Scotland Yard ist ratlos. Temple, der vom Innenministerium gebeten wird, beschließt, nach London zurückzukehren. Am Tag dieses Entschlusses erhält er ein Telegram. Darin steht: „Ich erwarte Sie, Mr. Temple – Der Marquis.“
Wieder in London, erhält Temple einen Anruf einer jungen Frau. Sie heißt Rita Cartright und bittet um ein Gespräch. Der Schriftsteller trifft die Dame. Dabei erfährt er, dass Rita Privatdetektivin ist. Im Auftrag der Erben eines Ermordeten stellte sie im „Marquis“-Fall einige Nachforschungen an. Dabei stellt sich heraus, dass der bekannte Ägyptologe Sir Felix Reybourn bei drei Opfer des Marquis’ die letzte Person war, die der oder die später Ermordete getroffen hat.
Wenig später wird Rita Cartright ermordet aus der Themse gezogen. Sir Graham setzt sich mit Temple in Verbindung. Eine Spur führt zu einem gewissen Sammy Wren, ein Mitwisser und Kleinganove. Doch ehe dieser den Mund aufmachen kann, wird Sammy ermordet: Er landet unter einem LKW.
Ein Mann namens Roger Storey wird Zeuge des Unfalls. Er ist gleichzeitig der Freund eines der Todesopfer. Storey erzählt Temple seine Geschichte und lenkt den Verdacht erneut auf Sir Felix Reybourn. Ein weiterer Ganove namens Roddy Carson weiß, wer der Marquis ist. An einer abgelegenen Stelle außerhalb von Hampstead will Temple ihn gemeinsam mit Inspektor Bradley und Sir Graham treffen. Doch sie können nur mehr den aufgehängten Roddy Carson finden. In seiner Tasche hat er ein Kuvert, darauf ist die Adresse von Sir Felix Reybourn gekritzelt.
Temple und Steve suchen nun den Ägyptologen in dessen Haus auf. Dabei lernen sie auch Mrs. Clarence kennen, die ihm den Haushalt führt. Temple konfrontiert den etwas vergesslich und verschroben wirkenden alten Professor Reybourn mit den Marquis-Morden. Der Forscher entkräftet die Vorwürfe gegen ihn.
Unterdessen sucht Roger Storey Sir Graham in Scotland Yard auf und erzählt, dass auf ihn ein Anschlag verübt wurde und dass er nur mit Glück davonkam. Der Lenker des Unfallwagens war ein Mann namens Derek Slater. Dieser konnte in Polizeigewahrsam genommen werden.
Bei Scotland Yard wird Slater verhört. Er ist ein Erpressungsopfer des Marquis’. Seine Anweisungen erhält er stets in einem abgelegenen Haus namens Kellaway Manor.
Temple und Sir Graham fahren nach Kellaway Manor, stellen aber zu spät fest, dass sie sich in einer Falle befinden, denn rundherum steht ein unter Strom stehender Zaun und sie selbst befinden sich auf einem Minenfeld, das jeden Moment explodieren kann.
Chefinspektor Bradley eilt den beiden zu Hilfe und berichtet, dass im Wald ein Stromgenerator gefunden wurde, der den Zaun unter Strom setzt. Temple überlistet das tödliche Netz und unterbricht den Strom mit einer List.
Während sich all dies ereignet, wartet Steve in einem nahegelegenen Pub, wo sie auch Sir Felix und dessen Haushälterin trifft. Bald tauchen zwei Polizeibeamte auf, die sie angeblich abholen sollen. Erst im Wagen stellt sich deren wahre Identität heraus. Die beiden Unbekannten entlassen Steve auf einsamer Landstraße mit einem Brief des Marquis für Paul.
Im Pub wartet Paul schon ungeduldig auf Steve. Roger Storey, der der Polizei ständig mit seinen neugierigen Fragen auf die Nerven geht, ist auch da.
Steve kehrt schließlich nach einem kilometerlangen Marsch zurück und überreicht Paul die Warnung des Marquis.
Paul Temple und Steve suchen Sir Felix Reybourn erneut in dessen Haus auf. Die Haushälterin ist sehr nervös und berichtet von einem Mann im Gebüsch. Als Temple und Sir Felix nachsehen, finden sie dort Derek Slater, ermordet.
Roger Storey hat in der Zwischenzeit Scotland Yard aufgesucht und berichtet, dass ein Freund namens Charles Serflane einen Erpresserbrief vom Marquis erhalten hat: Er soll mit viel Geld in einer Londoner U-Bahnstation auf den Marquis warten. Plötzlich kommt Bradley ins Büro. Er berichtet, dass Sir Felix bei einem Autounfall ums Leben gekommen ist.
In die erhoffte Falle tappt der Marquis nicht, denn er erscheint nicht in der U-Bahnstation, um das Geld von Charles Serflane abzuholen.
Im Lokal „The Clockwise“ trifft Paul Temple eine alte Freundin aus den USA. Maisie beherbergt in einem Hinterzimmer des Clubs den tot geglaubten Sir Felix. Temples Plan war, den Ägyptologen öffentlich für tot erklären zu lassen, um dem Marquis eine Falle zu stellen und ihn aus der Reserve zu locken.
In dem Fall ermittelt neben Bradley auch Inspektor Ross. Wie Temple feststellt, ist die Schrift auf dem Kuvert, das sich bei dem Toten Roddy Carson fand, identisch mit der Schrift des Kriminalbeamten.
Temple bittet den allseits präsenten Roger Storey darum, für ihn Inspektor Ross zu überwachen, wass der engagierte Roger gerne tut.
Als Sir Graham bei Temple ist, raucht er eine seiner Zigaretten und wird ohnmächtig. Ein weiterer Anschlag des Marquis’, nur dass die Zigarette für Temple bestimmt war. Bei dem Gift handelt es sich um ein seltenes ägyptisches Gift – das einzige Gegenmittel ist Kaffee. Sir Graham trinkt darauf zwei Tassen und kommt wieder zu sich.
Temple, der Sir Felix mit seiner Haushälterin Mrs. Clarence im „Clockwise“ aufsucht, erzählt nun, dass er weiß, wer der mysteriöse Marquis ist. Dieser soll sich im „October“-Hotel persönlich einfinden, um von dem von ihm erpressten Charles Serflane das Erpressergeld abzuholen.
Alle finden sich vor dem Hotel ein – allerdings hat Paul Steve angewiesen, an diesem Abend ins Theater zu gehen. Auch Roger Storey ist da und berichtet, dass er Inspektor Ross verfolgt hat. Auch Ross ist zum Hotel unterwegs. Vor Ort wird er dann festgenommen. Plötzlich bricht im Hotel Feuer aus. Allgemeine Panik. Dann erscheint der aufgeregte Chefinspektor Bradley und sagt Temple voller Sorge, dass er Steve kurz zuvor in das Hotel gehen sehen hat.
Die Aufregung und das Chaos im und vor dem brennenden Hotel ist sehr groß. Temple ist sehr besorgt um seine Frau, die ihm nicht gehorcht hat und anstatt ins Theater zu gehen auch zum Hotel gefahren ist. Grund war ihre Neugier, wer der Marquis sei. Die resolute Steve ist unerschrocken und kann sich nach einiger Anstrengung unversehrt aus dem Hotel befreien.
Alle meinen, der Marquis sei gar nicht aufgetaucht, was Temple jedoch verneint. Er sagt, der Marquis sei da. Er verspricht allen Beteiligten, den Marquis bei einer Cocktailparty am nächsten Tag vorzustellen. Er lädt dazu alle ein: Sir Graham, Bradley, Ross, Storey, Sir Felix, Mrs. Clarence.
ACHTUNG SPOILER – Als alle Verdächtigen da sind, entlarvt Paul Temple den allseits nervenden und neugierigen Roger Storey als den Marquis. Dieser hatte als Geltungstrieb die Morde begangen und auch seine eigene Verlobte getötet. Storey kann eine Waffe ziehen und auf das Dach flüchten. Temple und Sir Graham folgen ihm, Storey stürzt vom Dach und fällt durch ein Glasdach in ein Restaurant. Er ist tot. Storey hat geschickt allen Verdacht auf Sir Felix gelenkt und auch auf Inspektor Ross, den er wegen Bigamie erpresste. Temple kann jedoch nachweisen, dass Ross nicht in Bigamie lebte. Am Ende wird bekannt, das Sir Felix Reybourn und Maisie, die Frau, bei der er untergekommen war, heiraten werden.

## Hintergrund
Der Roman erschien 2023 erstmals auf Deutsch basiert auf dem achtteiligen Hörspiel Paul Temple Intervenes mit Carl Bernard und Bernadette Hodgson, Regie Martyn C. Webster, das 1942 von der BBC ausgestrahlt wurde. Co-Autor des Romans war Charles Hatton.
Das Hörspiel erfuhr auch eine holländische Version unter dem Titel Paul Vlaanderen contra de Markies (1947).
1952 entstand ein britischer Kinofilm mit John Bentley, Patricia Dainton und Christopher Lee namens Paul Temple und der Fall Marquis (Paul Temple Returns), der die Handlung des Hörspiels und des Romans allerdings sehr vereinfacht und viele Dinge auslässt.
Die Tonspur dieses Kinofilms wurde im Jahr 2023 dazu verwendet, um ein so genanntes Filmhörspiel zu erstellen. Der Pidax Film- und Hörspielverlag brachte Paul Temple und der Fall Marquis als 58 Minuten und 40 Sekunden dauerndes Filmhörspiel heraus. Der Sprecher Omid-Paul Eftekhari, der auch sämtliche Temple-Hörbücher eingelesen hat, wurde als Sprecher engagiert und erklärte die Handlung.

## Ausgaben
Deutsche Erstausgabe
- Francis Durbridge: Paul Temple und die Marquis-Morde, Hurstpierpoint, Williams & Whiting, 2023, ISBN 978-1-915887-07-8

Englische Erstausgabe
- Francis Durbridge: Paul Temple Intervenes, London, John Long, 1944